# Rapey
Rapey est une commune française située dans le département des Vosges en région Grand Est.

## Géographie

### Localisation
La commune est à 1,9 km de Jorxey, 3,1 de Bouxurulles, 7,8 de Charmes, 12,5 de Mirecourt.
| Bouxurulles | Ubexy | Varmonzey       |
|             | Rapey |                 |
| Jorxey      |       | Gugney-aux-Aulx |

### Géologie et relief
La commune se compose de 242,22 ha hectares de territoires agricoles (82,11 %) et 52,52 hectares de forêts et milieux semi-naturels  (17,80 %).

### Hydrographie et les eaux souterraines
Hydrogéologie et climatologie : Système d’information pour la gestion des eaux souterraines du bassin Rhin-Meuse :
Territoire communal : Occupation du sol (Corinne Land Cover); Cours d'eau (BD Carthage),
Géologie : Carte géologique; Coupes géologiques et techniques,
 Hydrogéologie : Masses d'eau souterraine; BD Lisa; Cartes piézométriques.

#### Réseau hydrographique
La commune est située dans le bassin versant du Rhin au sein du bassin Rhin-Meuse. Elle est drainée par le ruisseau le Rulles,.

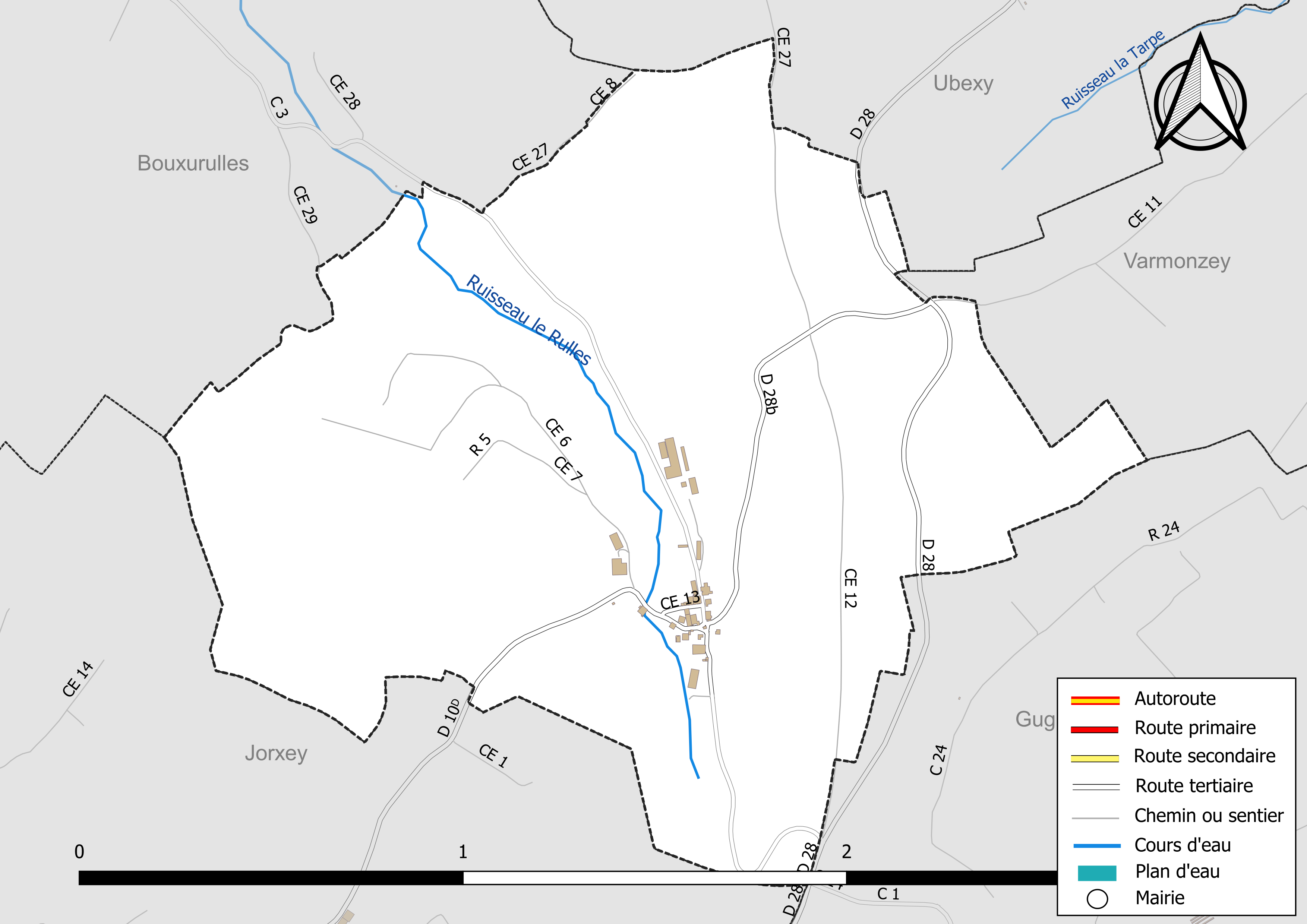
Réseaux hydrographique et routier de Rapey.

#### Gestion et qualité des eaux
Le territoire communal est couvert par le schéma d'aménagement et de gestion des eaux (SAGE) « Nappe des Grès du Trias Inférieur ». Ce document de planification, dont le territoire comprend le périmètre de la zone de répartition des eaux de la nappe des Grès du trias inférieur (GTI), d'une superficie de 1 497 km2,  est en cours d'élaboration. L’objectif poursuivi est de stabiliser les niveaux piézométriques de la nappe des GTI et atteindre l'équilibre entre les prélèvements et la capacité de recharge de la nappe. Il doit être cohérent avec les objectifs de qualité définis dans les SDAGE Rhin-Meuse et Rhône-Méditerranée. La structure porteuse de l'élaboration et de la mise en œuvre est le conseil départemental des Vosges.
La qualité des eaux de baignade et des cours d’eau peut être consultée sur un site dédié géré par les agences de l’eau et l’Agence française pour la biodiversité. 

### Climat
Pour des articles plus généraux, voir Climat du Grand Est et Climat des Vosges.
En 2010, le climat de la commune est de type climat de montagne, selon une étude du Centre national de la recherche scientifique s'appuyant sur une série de données couvrant la période 1971-2000. En 2020, Météo-France publie une typologie des climats de la France métropolitaine dans laquelle la commune est exposée à un climat semi-continental et est dans la région climatique  Lorraine, plateau de Langres, Morvan, caractérisée par un hiver rude (1,5 °C), des vents modérés et des brouillards fréquents en automne et hiver. 
Pour la période 1971-2000, la température annuelle moyenne est de 9,3 °C, avec une amplitude thermique annuelle de 17,1 °C. Le cumul annuel moyen de précipitations est de 945 mm, avec 12,8 jours de précipitations en janvier et 10,1 jours en juillet. Pour la période 1991-2020, la température moyenne annuelle observée sur la station météorologique de Météo-France la plus proche, « Mirecourt-inra », sur la commune de Mirecourt à 9 km à vol d'oiseau, est de 10,4 °C et le cumul annuel moyen de précipitations est de 824,3 mm. 
La température maximale relevée sur cette station est de 39,5 °C, atteinte le 25 juillet 2019 ; la température minimale est de −19,5 °C, atteinte le 20 décembre 2009,,. 
Les paramètres climatiques de la commune ont été estimés pour le milieu du siècle (2041-2070) selon différents scénarios d'émission de gaz à effet de serre à partir des nouvelles projections climatiques de référence DRIAS-2020. Ils sont consultables sur un site dédié publié par Météo-France en novembre 2022.

## Urbanisme

### Typologie
Au 1er janvier 2024, Rapey est catégorisée commune rurale à habitat très dispersé, selon la nouvelle grille communale de densité à sept niveaux définie par l'Insee en 2022.
Elle est située hors unité urbaine et hors attraction des villes,.

### Occupation des sols
L'occupation des sols de la commune, telle qu'elle ressort de la base de données européenne d’occupation biophysique des sols Corine Land Cover (CLC), est marquée par l'importance des territoires agricoles (81,9 % en 2018), une proportion identique à celle de 1990 (81,9 %). La répartition détaillée en 2018 est la suivante : 
prairies (57 %), zones agricoles hétérogènes (24,9 %), forêts (18,1 %). L'évolution de l’occupation des sols de la commune et de ses infrastructures peut être observée sur les différentes représentations cartographiques du territoire : la carte de Cassini (XVIIIe siècle), la carte d'état-major (1820-1866) et les cartes ou photos aériennes de l'IGN pour la période actuelle (1950 à aujourd'hui).

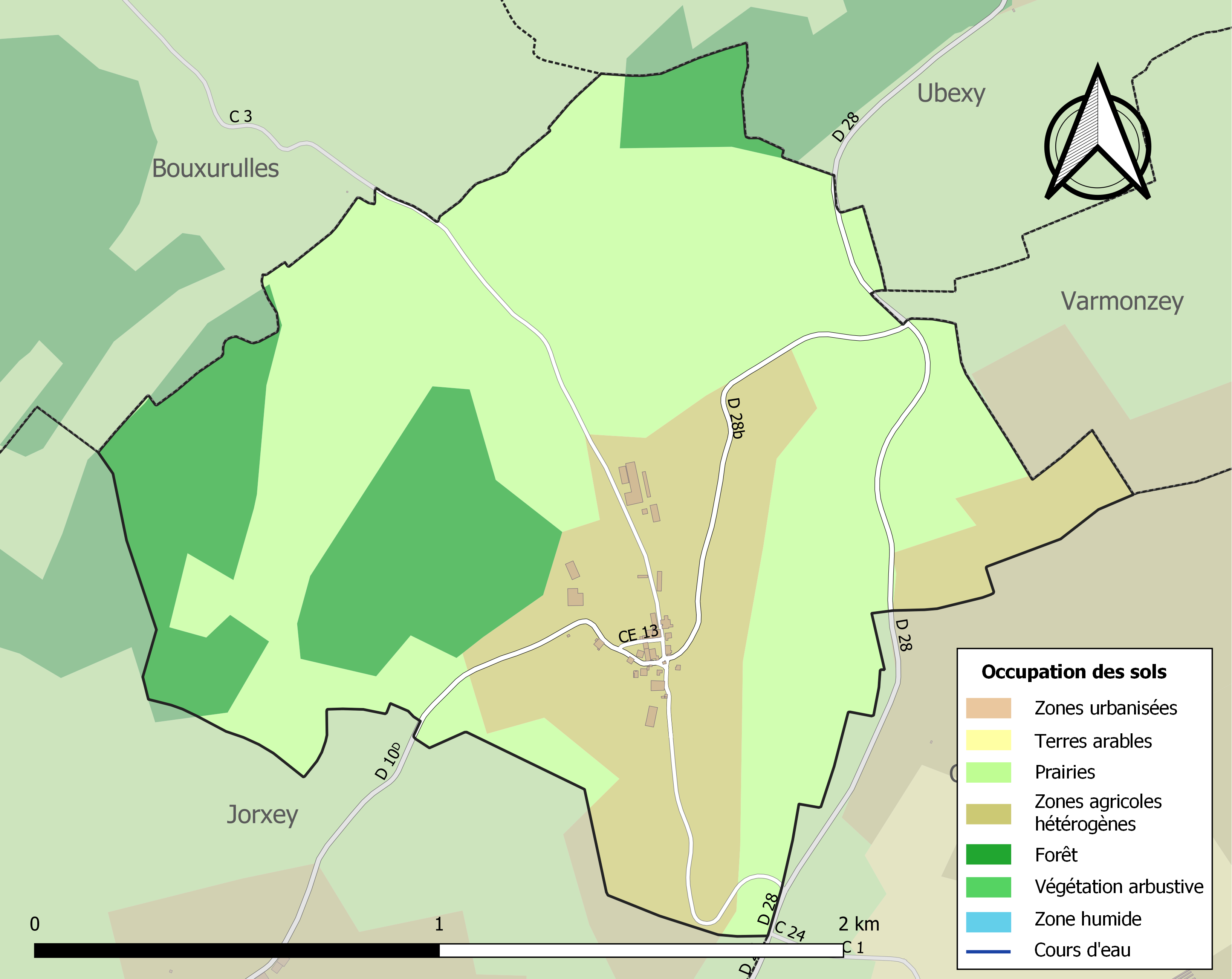
Carte des infrastructures et de l'occupation des sols de la commune en 2018 (CLC).

### Voies de communications et transports

#### Voies routières
- A31 (aussi appelée autoroute de Lorraine-Bourgogne). Échangeur Bulgnéville > Vittel.

#### Transports en commun
- Fluo Grand Est.

#### Lignes SNCF
Gare de Charmes
- Gare de Châtel - Nomexy
- Gare de Thaon

#### Transports aériens
- L'Aéroport d'Épinal-Mirecourt « Vosges Aéroport ».

À partir de l'été 2021, l’aéroport d’Épinal-Mirecourt est devenu le "pélicandrome" de la Zone Est et servira ainsi de base de ravitaillement et d’intervention pour les avions bombardiers d’eau connus sous le nom de Dash 8.

## Toponymie
Le nom de la localité est attesté sous les formes Rappey (1353) ; Symonin de Rappel (1491) ; Rappel (1594) ; Rappet (1628) ; Rapey (1656) ; Rapey et Petite Xugney, Rapey, autrement la Petite Chugney (1764).

## Histoire
Voies romaines : Route de Bâle à Metz, route de Corre à Charmes, et voie de Langres à la Moselle.
Le nom du village, Rappey, est attesté dès 1353. Rapey appartenait au bailliage de Charmes. Au spirituel, la commune dépendait de Jorxey.
Le 21 mai 1837, M. Châtelain, maire de la commune de Rapey, et les membres du bureau l'assemblée électorale sont injustement accusés de fraude électorale, fera jurisprudence sous Louis-Philippe.

## Politique et administration

### Découpage territorial
Par arrêté préfectoral du 15 septembre 2023, la commune est retirée le 1er janvier 2024 de l'arrondissement d'Épinal et rattachée à l'arrondissement de Neufchâteau.

### Liste des maires
| Période                                  | Période                       | Identité    | Étiquette | Qualité |
| ---------------------------------------- | ----------------------------- | ----------- | --------- | ------- |
| Les données manquantes sont à compléter. |                               |             |           |         |
| avant mars 2001                          | mars 2008                     | Yves Collin |           |         |
| mars 2008                                | En cours (au 18 février 2015) | Alain Barbe |           | [ 23 ]  |

## Population et société

### Démographie

#### Évolution démographique
L'évolution du nombre d'habitants est connue à travers les recensements de la population effectués dans la commune depuis 1793. Pour les communes de moins de 10 000 habitants, une enquête de recensement portant sur toute la population est réalisée tous les cinq ans, les populations de référence des années intermédiaires étant quant à elles estimées par interpolation ou extrapolation. Pour la commune, le premier recensement exhaustif entrant dans le cadre du nouveau dispositif a été réalisé en 2004.

En 2022, la commune comptait 24 habitants, en évolution de +4,35 % par rapport à 2016 (Vosges : −2,96 %, France hors Mayotte : +2,11 %).
| 1793 | 1800 | 1806 | 1821 | 1831 | 1836 | 1841 | 1846 | 1856 |
| ---- | ---- | ---- | ---- | ---- | ---- | ---- | ---- | ---- |
| 56   | 57   | 79   | 67   | 78   | 87   | 94   | 97   | 83   |

| 1861 | 1866 | 1876 | 1881 | 1886 | 1891 | 1896 | 1901 | 1906 |
| ---- | ---- | ---- | ---- | ---- | ---- | ---- | ---- | ---- |
| 80   | 79   | 52   | 63   | 56   | 51   | 50   | 50   | 42   |

| 1911 | 1921 | 1926 | 1931 | 1936 | 1946 | 1954 | 1962 | 1968 |
| ---- | ---- | ---- | ---- | ---- | ---- | ---- | ---- | ---- |
| 43   | 45   | 39   | 47   | 49   | 33   | 25   | 25   | 25   |

| 1975 | 1982 | 1990 | 1999 | 2004 | 2006 | 2009 | 2014 | 2019 |
| ---- | ---- | ---- | ---- | ---- | ---- | ---- | ---- | ---- |
| 25   | 21   | 21   | 18   | 15   | 15   | 16   | 23   | 23   |

| 2022 | - | - | - | - | - | - | - | - |
| ---- | - | - | - | - | - | - | - | - |
| 24   | - | - | - | - | - | - | - | - |

### Enseignement
Établissements d'enseignements :
- Écoles maternelles et primaires à Évaux-et-Ménil, Madegney, Savigny, Florémont, Vincey, Brantigny.
- Collèges à Charmes, Mirecourt, Dompaire, Châtel-sur-Moselle, Thaon-les-Vosges.
- Lycées à Mirecourt, Thaon-les-Vosges, Harol, Épinal.

### Santé
Professionnels et établissements de santé :
- Médecins à Charmes, Vincey, Mirecourt, Mattaincourt, Damas-et-Bettegney, Châtel-sur-Moselle.
- Pharmacies à Charmes, Vincey, Portieux, Mirecourt, Mattaincourt, Nomexy, Châtel-sur-Moselle, Dompaire, Diarville, Thaon-les-Vosges.
- Hôpitaux à Charmes, Mirecourt, Mattaincourt, Châtel-sur-Moselle, Thaon-les-Vosges, Ville-sur-Illon.

### Cultes
- Culte catholique, Paroisse La-Croix-de-Virine[30], Diocèse de Saint-Dié.

## Lieux et monuments
- Patrimoine rural recensé par le service régional de l'Inventaire général du patrimoine culturel[31],[32],[33].

Ferme, niche datée 1587.
- Espaces naturels[35] :

Deux zones naturelles d'intérêt écologique, faunistique et floristique (Znieff) :
* Gîte à chiroptères de Bouxurulles et Ubexy,
* Vergers de Mirecourt.

## Pour approfondir